# III. Korps (Bundeswehr)
Das III. Korps mit Sitz in Koblenz wurde im Zuge der Heeresstruktur I aufgestellt als eines der drei Korps des Heeres der Bundeswehr. Es bestand von 1957 bis 1994. Als einziges Korps der Bundeswehr wurde es nach dem Ende des Kalten Krieges nicht in ein multinationales Korps umgewandelt. Teile des Stabes zog man 1994 zur Aufstellung des Heeresführungskommandos heran.

## Verbandsabzeichen
Das Verbandsabzeichen gleicht bis auf die Korpsnummer III dem Verbandsabzeichen der anderen beiden Korps. Es zeigt als deutsches Hoheitssymbol den Bundesadler. Die Farbgebung ist an die der Flagge Deutschlands angelehnt. Das Abzeichen wurde von den Soldaten der Korpstruppen sowie des Stabs des Korps am linken Ärmel des Dienstanzugs getragen. Der geflochtene schwarz/gelbe (schwarz/goldene) Rand bezeugt die Stellung als Korps.

## Geschichte

### Heeresstruktur I
Ab dem 16. März 1957 wurde in der Koblenzer Gneisenau-Kaserne die Aufstellung des Korpsstabes vorbereitet, die zum 6. April 1957 erfolgte. Anfänglich waren die 2. Grenadierdivision und die 5. Panzerdivision unterstellt, die 1957 vom II. Korps zum III. Korps wechselten. Im Verteidigungsfall war das Korps seit Mitte 1957 in die NATO-Kommandostruktur eingebunden und Teil der 7. US-Armee. Operationsgebiet wäre die deutsch-deutsche und deutsch-tschechoslowakische Grenze in Hessen und Franken gewesen. Zum 1. Dezember 1958 wurde die 7. Panzerdivision dem III. Korps vom I. Korps überstellt. Zu den ersten Korpstruppen gehörten u. a. das Feldzeugregiment 504 (Aufstellung 16. Mai 1957 in Diez, ab Januar 1958 Koblenz), sowie das Korpsartilleriekommando 403 (Aufstellung am 1. Juli 1957 in Munster, ab August 1957 in  Koblenz). Dem Kommando unterstanden ein Raketenartilleriebataillon, ein Nachschubbataillon, Topographieeinheiten sowie ein Geophysikalischer Messzug.

### Heeresstruktur II
In der Heeresstruktur II ab 1959 unterstanden dem Korps:
- 2. Panzergrenadierdivision (Marburg)
  - Panzergrenadierbrigade 4 (Göttingen)
  - Panzergrenadierbrigade 5 (Kassel)
  - Panzerbrigade 6 (Marburg)
- 5. Panzerdivision (Koblenz)
  - Panzergrenadierbrigade 13 (Wetzlar)
  - Panzerbrigade 14 (Koblenz)
  - Panzerbrigade 15 (Koblenz)
- 7. Panzergrenadierdivision (Unna)
  - Panzergrenadierbrigade 19 (Ahlen)
  - Panzerbrigade 21 (Augustdorf)

Die Korpstruppen wurden um folgende neu aufgestellte Einheiten erweitert:
- Sanitätskommando 253 (Aufstellung am 1. Oktober 1958 in Koblenz)
- Fernmeldekommando 3 (Aufstellung am 1. Juli 1960 in Koblenz)
- Korpsflugabwehrkommando 3 (am 1. Juli 1960 in Koblenz)
  - Flugabwehrregiment
- Pionierkommando 703 (Aufstellung am 1. September 1958 in Koblenz); ab Sommer 1959 umbenannt in Pionierkommando 3

Das  Feldzeugregiment 504 wurde im April 1959 in Instandsetzungsregiment 3 umbenannt, 1967 erneut in Instandsetzungskommando 3.

### Heeresstruktur III

Das Verbandsabzeichen war bereits genehmigt, aufgestellt wurde das Panzerregiment 300 jedoch nie

Am 1. Januar 1970 wechselte die 7. Panzergrenadierdivision zum I. Korps. Dafür wurde dem III. Korps die 12. Panzerdivision unterstellt. In der Heeresstruktur III ab 1970 gliederte sich das Korps demgemäß in folgende Einheiten:
- 2. Jägerdivision (Kassel)
  - Jägerbrigade 4 (Göttingen)
  - Jägerbrigade 5 (Homberg)
  - Panzerbrigade 6 (Neustadt)
- 5. Panzerdivision (Diez an der Lahn)
  - Panzergrenadierbrigade 13 (Wetzlar)
  - Panzerbrigade 14 (Diez)
  - Panzerbrigade 15 (Koblenz)
- 12. Panzerdivision (Veitshöchheim)
  - Panzergrenadierbrigade 35 (Hammelburg)
  - Panzerbrigade 36 (Bad Mergentheim)

Die Umgliederung der 2. Division und ihrer Verbände in eine Jägerdivision und Jägerbrigaden sollte kleinere, beweglichere und dennoch panzerabwehrstarke Verbände schaffen, die das Gefecht im ungünstigen Gelände der deutschen Mittelgebirge auch unter den Bedingungen des Atomkriegs führen könnten. Als „Ausgleich“ für die umgegliederten Panzereinheiten plante man zunächst als taktische Reserve ein Panzerregiment als Korpstruppe. Die Aufstellung wurde im Gegensatz zu den entsprechenden Panzerregimentern der beiden anderen Korps jedoch nie befohlen. Dem Korps wurde für den Verteidigungsfall aber immerhin eine Luftlandebrigade der 1. Luftlandedivision als Reserve assigniert. Außerdem wurde auf Ebene der Korpstruppen das bisherige Heeresfliegerbataillon in ein leichtes und ein mittleres Heeresfliegertransportregiment umgegliedert. Das Korpsartilleriekommando 403 wurde gemäß der Nomenklatur der anderen Korpskommandos 1972 in Artilleriekommando 3, das Sanitätskommando 253 in Sanitätskommando 3 umbenannt. Im Januar 1977 waren alle drei Divisionen des III. Korps auf die bereits seit Gründung der Bundeswehr anvisierten jeweils drei unterstellten Brigaden angewachsen. Seit 1981 waren diese Brigaden dann entsprechend der üblichen Durchnummerierung benannt.

### Heeresstruktur IV

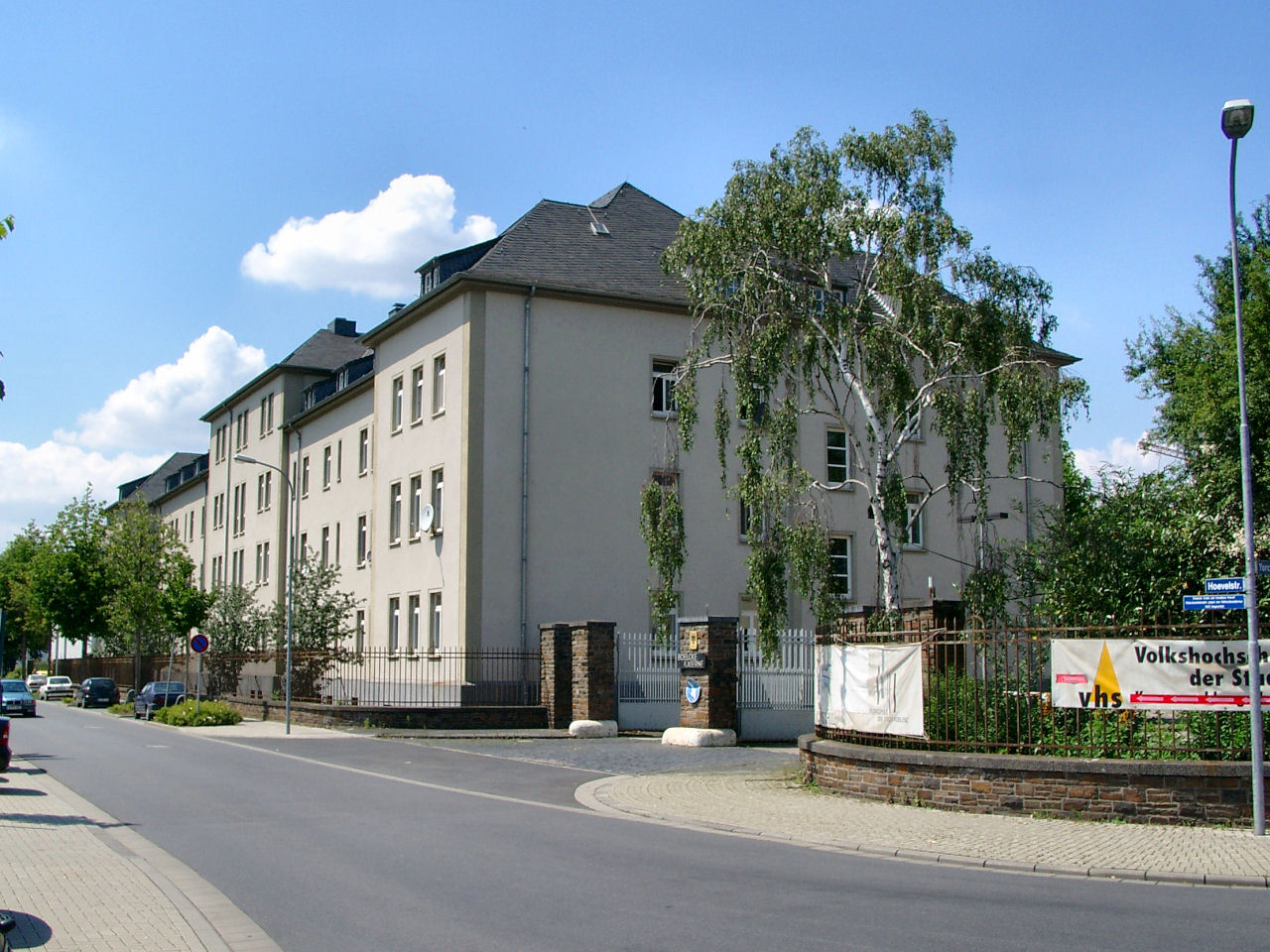
In der Boelcke-Kaserne (Koblenz) waren Teile der Kommandos der Divisionstruppen untergebracht

Nach einigen Umgliederungen und Standortwechseln unterstanden dem Korps ab 1980:
- 2. Panzergrenadierdivision (Kassel, Rückgliederung Oktober 1980)
  - Panzergrenadierbrigade 4 (Göttingen)
  - Panzergrenadierbrigade 5 (Homberg)
  - Panzerbrigade 6 (Hofgeismar)
- 5. Panzerdivision (Diez)
  - Panzergrenadierbrigade 13 (Wetzlar)
  - Panzerbrigade 14 (Neustadt)
  - Panzerbrigade 15 (Koblenz)
- 12. Panzerdivision  (Veitshöchheim)
  - Panzerbrigade 34 (Koblenz)
  - Panzergrenadierbrigade 35 (Hammelburg)
  - Panzerbrigade 36 (Bad Mergentheim)

Mit seinen neun Brigaden und Korpstruppen war das Korps Mitte der 1980er Jahre auf rund 70.000 Mann aufgewachsen. Die Verbände waren auf über 50 Standorte in den Ländern Hessen, Baden-Württemberg, Rheinland-Pfalz, Bayern, Niedersachsen, Saarland und Nordrhein-Westfalen disloziert. Das Korps verfügte über rund 2.000 Kampf-, Jagd- und Schützenpanzer, mehr als 350 Artilleriegeschütze und Mehrfachraketenwerfer sowie etwa 20.000 Radfahrzeuge und ca. 200 Hubschrauber. Die Korpstruppen waren auf ihre historische Maximalgröße aufgewachsen. Zu diesen zählten:
- Artilleriekommando 3
  - Raketenartilleriebataillon Lance
  - Nachschubbataillon Sonderwaffen
  - Sicherungsbataillon
  - Drohnenbatterie
- Flugabwehrkommando 3
  - Panzerflugabwehrraketenregiment
  - zwei Flugabwehrbataillone
- Heeresfliegerkommando 3
  - leichtes Heeresfliegertransportregiment
  - mittleres Heeresfliegertransportregiment
  - Panzerabwehrhubschrauberregiment (neu aufgestellt)
- Pionierkommando 3
  - vier Pionierbataillone
  - Amphibisches Pionierbataillon 330 (Speyer)
  - zwei Schwimmbrückenbataillone
- Fernmeldekommando 3
  - Fernmeldebetriebsbataillon
  - Fernmeldeverbindungsbataillon
  - Fernmeldebataillon Elektronischer Kampf
- Nachschubkommando 3
  - Nachschubbataillon
  - Transportbataillon
  - gemischtes Transportbataillon
- Instandsetzungskommando 3
  - Instandsetzungsbataillon Elektronik
  - zwei Instandsetzungsbataillone
  - Kampfmittelbeseitigungszug
- Sanitätskommando 3
  - zwei Sanitätsbataillone
  - gemischtes Krankentransportbataillon
- ABC-Abwehrbataillon
- Feldjägerbataillon
- Verbindungskommando zur 3. Luftwaffendivision
- Heeresmusikkorps 300 (Koblenz, seit 1. April 1985, ehemals Heeresmusikkorps 5)
- mehrere Feldersatzbataillone
- Frontnachrichtenkompanie
- Fernspähkompanie 300
- Topographiezug

Der Korpsstab zog 1987 von den Kopfbauten am Mainzer Tor in Koblenz, Mainzer Straße, in das vorher vom Bundesarchiv genutzte Provinzial-Haus, Am Wöllershof in Koblenz, um.

### Heeresstruktur V/ V (N)
Ab 1992 begann durch die gewandelte Lage in Europa ein Prozess der starken Umgliederung und Verkleinerung der Bundeswehr, die ebenfalls das III. Korps berührte und letztlich dessen Auflösung zur Folge hatte.
Die geplante Heeresfliegerbrigade wurde nicht mehr aufgestellt und dem Korps blieb als Divisionstruppe nur mehr das Panzerabwehrhubschrauberregiment. Das III. Korps wurde mit der Vorbereitung, Planung und Führung eines Einsatzes der Krisenreaktionskräfte beauftragt. Die Stäbe 4. und 11. Division sollten dazu in Kommandobehörden umgewandelt werden, die zur Führung der Krisenreaktionskräfte befähigt sein sollten. Die 11. Division wurde jedoch vorzeitig aufgelöst. Der Stab der 4. Division wurde zum Kommando Luftbewegliche Kräfte/4. Division umgegliedert. Kurz vor seiner Ende 1993 befohlenen Auflösung verfügte das III. Korps nur noch über rund 44.000 Mann, rund 14.000 Rad- und mehr als 1.800 Kettenfahrzeuge. Im Gegensatz zu den anderen beiden ursprünglichen Korps des Heeres wurde das Korps nicht in ein multinationales Korps umgewandelt, sondern zum 1. April 1994 aufgelöst. Teile des Korpsstabes wurden zur Aufstellung des Heeresführungskommandos herangezogen.

### Einsätze
Im Laufe seines Bestehens war das Korps an folgenden Einsätzen beteiligt:
- 1957: Räumung nach einem Bergrutsch unterhalb der Festung Ehrenbreitstein durch Pioniere
- 1957, 1961: Hochwasserbekämpfung an Rhein und Mosel durch Pionierverbände
- 1959: Hilfe bei Waldbrandbekämpfung bei St. Goarshausen
- 1960: Katastrophenhilfe nach Erdbeben in Agadir (Marokko) durch ABC- und Sanitätskräfte
- 1960: Seuchenbekämpfung durch Beseitigung toter Fischbestände in der Untermosel durch ABC- und Pioniereinheiten
- 1962: Hochwasserbekämpfung in Hamburg (→Sturmflut 1962)
- 1963: Katastrophenhilfe bei Schneekatastrophe durch Pionierkräfte
- 1965: Hochwasserbekämpfung in Nordhessen und Niedersachsen, sowie an Rhein und Mosel
- 1970: Hochwasserbekämpfung am Mittelrhein durch Transportbataillons 370 sowie des Technischen Bataillons Sonderwaffen 360
- 1971: Bergungseinsatz bei Einsturz der Koblenzer Südbrücke durch Pioniere
- 1975: Katastrophenhilfe während der Dürreperiode im Sommer 1975
- 1975: Waldbrandbekämpfung in Niedersachsen durch Heeresfliegerregiment 35 sowie Einheiten des Pionierkommandos 3
- 1978: Hochwasserbekämpfung im Raum Mainfranken
- 1979: Katastrophenhilfe während der Schneekatastrophe in Norddeutschland durch Heeresfliegerregiment 35
- 1980/83: Hochwasserbekämpfung an Rhein, Mosel und Lahn durch Pioniere
- 1980: Katastrophenhilfe bei Erdbeben in Süditalien
- 1990: ab März Mithilfe von mehr als 10.000 Soldaten des Korps bei der Beseitigung von Waldschäden, die die Orkanstürme Daria, Vivian und Wiebke verursacht hatten, zwischen Kassel, Würzburg, Fulda und Koblenz

### Kommandierende Generale
| Nr. | Name                                    | Beginn der Berufung | Ende der Berufung  |
| --- | --------------------------------------- | ------------------- | ------------------ |
| 13  | Generalleutnant Klaus Reinhardt         | 1. Juli 1993        | 31. März 1994      |
| 12  | Generalleutnant Peter Heinrich Carstens | 1. Oktober 1991     | 30. Juni 1993      |
| 11  | Generalmajor Anton Steer                | 1. Oktober 1990     | 30. September 1991 |
| 10  | Generalleutnant Helge Hansen            | 1. Oktober 1987     | 30. September 1990 |
| 9   | Generalleutnant Karl Erich Diedrichs    | 1. April 1984       | 30. September 1987 |
| 8   | Generalleutnant Hans-Joachim Mack       | 1. April 1983       | 31. März 1984      |
| 7   | Generalleutnant Wolfgang Altenburg      | 1. Oktober 1980     | 31. März 1983      |
| 6   | Generalleutnant Paul-Georg Kleffel      | 1. April 1978       | 30. September 1980 |
| 5   | Generalleutnant Franz Pöschl            | 1. Oktober 1972     | 31. März 1978      |
| 4   | Generalleutnant Gerd Niepold            | 1. Oktober 1968     | 30. September 1972 |
| 3   | Generalleutnant Albert Schnez           | 1. April 1965       | 30. September 1968 |
| 2   | Generalleutnant Heinz Gaedcke           | 1. Januar 1961      | 31. März 1965      |
| 1   | Generalleutnant Smilo von Lüttwitz      | 1. Juni 1957        | 31. Dezember 1960  |